# 泉水两极虫
泉水两极虫（学名：Myxidium semilabei）为两极科两极虫属的动物。在中国，分布于四川等，营寄生生活，寄生在泉水鱼的胆囊。